# Variációk a "Là ci darem la mano" kezdetű duett témájára, zongorára és zenekarra (Chopin)
Frédéric Chopin  Variációk "La ci darem la mano" - zongorára és zenekarra versenyművét, mely az, Op. 2. számot viseli, 1827-ben írta, amikor még csak 17 éves volt. Wolfgang Amadeus Mozart Don Giovanni című operájának I. felvonásában Don Giovanni és Zerlina  "Là ci darem la mano" kezdetű duettje ihlette Chopint erre a variáció-sorozatra. A mű kapcsán született  Robert Schumann  híres megjegyzése Chopinről Le a kalappal, uraim! Ő egy zseni!

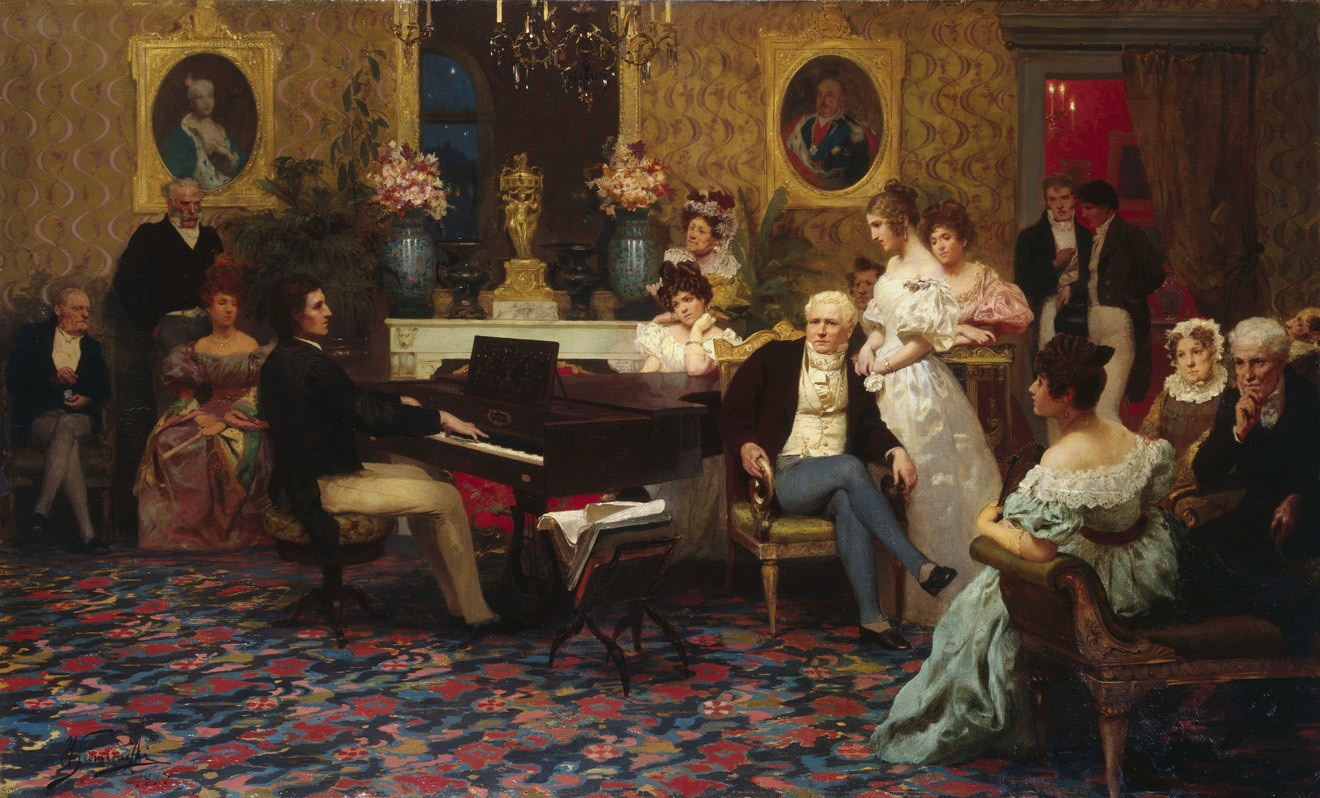
Lengyel festő műve - Chopin saját műveit adja elő 1829-ben a Radziwiłłs, lengyel arisztokrata család szalonjában

## A mű premierje és fogadtatása
A mű premierje 1829. augusztus 11-én, a bécsi Kärntnertortheaterben volt, a zongoraszólót maga Chopin játszotta. A darabnak nagy közönségsikere volt, ez Chopinek szülei számára Varsóba küldött leveléből is kiderül: "mindenki hangosan tapsolt, miután az összes variációt lezáró zenekari tutti is elhangzott."  Chopin az 1830-ban nyomtatásban megjelenő művet, egy barátjának, Titus Woyciechowskinak ajánlotta..

### Schumann véleménye és kapcsolata Chopinnel
Robert Schumann (aki csak 3 hónappal volt fiatalabb, mint Chopin) Julius Knorr 1831. október 27-i a  Lipcsei Gewandhausban tartott koncertjén hallotta először a művet, melyet követően az Allgemeine Musikalische Zeitung  1831. december 7-i kiadásában írta le híres szavait Chopin méltatására: Le a kalappal, uraim! Egy zseni!  Schumann maga is hónapokig gyakorolta a művet, szó szerint megszállott módon. Arra nincs adat. hogy Chopin megköszönte volna karrierje e fontos korai szakaszában Schumann-nak a támogatást. Schumann és Chopin személyesen 1835. szeptember 27-én és 1836. szeptember 12-én Lipcsében találkoztak. Ismert, hogy Schumann 5 levelet írt Chopinnek (csak egy levél maradt fenn), de Chopin soha nem válaszolt. Nem érdekelte Schumann zenéje, az csak látszólagos jele Schumann iránti tiszteletének, (talán csak udvariasságból), hogy No 2, F dúr Balladáját Schumann-nak ajánlotta. Ezzel szemben  Schumann nemcsak a Kreisleriana-t, (Op. 16.) ajánlotta Chopinnek, de ő is írt saját variációkat Chopin Nocturnejaira (Op. 15/3.). Két találkozójuk között egy imitatív fejezetet írt egyszerűen Chopinnak a Carnavalban, (Op. 9.), továbbá Chopin zenéjének élethosszig tartó bajnoka maradt, ugyanúgy, mint a felesége, Clara is, aki az utolsó koncertjén is Chopin f moll zongoraversenyét játszotta.

### Friedrich Wieck és Clara Wieck véleménye
Friedrich Wieck Schumann tanára (és a jövőbeli apósa) 12 éves lányával, Claraval tanulmányozta a mű előadásait, a lánynak korai repertoárjává vált a darab. Az 1831. június 8-i napló bejegyzésében írja: Chopin Variációja (Op. 2), amit nyolc napon belül megtanultam, a legnehezebb darab, amit eddig láttam, vagy játszottam. Ez az eredeti, ragyogó kompozíció még mindig kevéssé ismert, hogy szinte minden zongorista és tanár számára érthetetlen és nem tudják lejátszani. 
Friedrich Wieck nagyon pozitív áttekintést adott a Variációkról egy német periódikában, a Caecilia-ban. Chopint ez olyan kényelmetlenül érintette, hogy blokkolta Wieck próbálkozását francia nyelven. Egy barátjának írt levelében Chopin azt írta: Wieck ahelyett, hogy okos lenne, nagyon hülye, és nem akarta, hogy a zenei integritás meghaljon a makacs német képzelet miatt.

## Chopin és a zenekar
A Variációk „La ci darem la mano” volt Chopinnek az első zongorára és zenekarra írt műve. Szinte valamennyi zongorára és zenekarra írt művére jellemző, hogy a zenekar viszonylag alárendelt szerepet játszik, gyakran csak a zseniális zongoraszóló egyszerű kísérete a feladata. Chopinnél a zenekar nem egyenrangú partner a versenyművek felépítésében. Ezt jelzi az a tény is, hogy Chopin gyakran játszotta zongoraműveit  zenekari kíséret nélkül, s később a versenyműnek megírt műveiből  is elhagyta a zenekart.

## A mű szerkezete
A mű legnagyobb része  B-dúrban íródott, kivéve az Adagiot a Variáció 5-t, ami a-moll. A tempó 2/4-es, kivéve Codat, ami 3/4-es. 

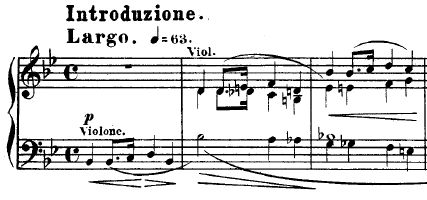
Bevezető variáció

- Bevezetés: Largo—Poco piu mosso,
- Thema: Allegretto, 2/4
- Variáció 1: Brillante, 2/4
- Variáció 2: Veloce, ma accuratamente, 2/4
- Variáció 3: Sempre sostenuto, 2/4
- Variáció 4: Con bravura, 2/4
- Variáció 5:
  - Adagio, B-moll, 2/4
  - Coda: Alla Polacca, 3/4.

## Adaptációk
Frederick Ashton 1976-os, Egy hónap az országban című balettje számára Chopin művének első részét John Lanchbery dolgozta fel.

## Fordítás
- Ez a szócikk részben vagy egészben a Variations on "Là ci darem la mano" (Chopin) című angol Wikipédia-szócikk ezen változatának fordításán alapul.  Az eredeti cikk szerkesztőit annak laptörténete sorolja fel. Ez a jelzés csupán a megfogalmazás eredetét és a szerzői jogokat jelzi, nem szolgál a cikkben szereplő információk forrásmegjelöléseként.